# الدوري السعودي الممتاز 1976–77
الدوري السعودي الممتاز 1976–1977 هي أول نسخة بمسمى الدوري السعودي الممتاز، بعد إلغاء الدوري السعودي الممتاز 1975–76، بسبب وفاة الملك فيصل، وقد لُعبت على نظام النقاط وشارك بها ثمانية أندية فقط. ظفر الهلال بلقب البطولة، ويعتبر نادي الهلال أوّل نادي بالسعودية يحصل على لقب الدوري.

## الملاعب والمواقع
| نادي     | مكان   | استاذ                                 |
| -------- | ------ | ------------------------------------- |
| الأهلي   | جدة    | مدينة الأمير عبد الله الفيصل الرياضية |
| الهلال   | الرياض | مدينة الأمير فيصل بن فهد الرياضية     |
| الاتحاد  | جدة    | مدينة الأمير عبد الله الفيصل الرياضية |
| النصر    | الرياض | مدينة الأمير فيصل بن فهد الرياضية     |
| القادسية | الخبر  | مدينة الأمير سعود بن جلوي الرياضية    |
| الشباب   | الرياض | مدينة الأمير فيصل بن فهد الرياضية     |
| اليمامة  | الرياض | مدينة الأمير فيصل بن فهد الرياضية     |
| الوحدة   | مكة    | ملعب الملك عبد العزيز                 |

## ترتيب الدوري
| الترتيب | الأندية  | لعب | النقاط |
| ------- | -------- | --- | ------ |
| 1       | الهلال   | 14  | 20     |
| 2       | النصر    | 14  | 18     |
| 3       | الأهلي   | 14  | 16     |
| 4       | الاتحاد  | 14  | 16     |
| 5       | الوحدة   | 14  | 14     |
| 6       | القادسية | 14  | 13     |
| 7       | الشباب   | 14  | 10     |
| 8       | اليمامة  | 14  | 7      |

## وصلات خارجية
- RSSSF Stats
- Saudi Arabia Football Federation
- Saudi League Statistics